# 地球半径

地球半徑

由于地球并非完美的球體，所以并不能用一个值来表達地球的实际半径。但由于地球的形状很接近球体，用6,357km到6,378km(≈3,950 - 3,963英里)的范围值可以涵盖需要的所有半径。从数种把地球当做球体的建模方法都可以得到一个较方便的平均半径，这个值为6371km(≈3,958.7613英里)。“半径”常用来表示一个球体的属性，但本文中它更多的指地球“中心”到假象的地球模型表面的距离。这个距离随着位置的不同而不同。本文主要主要把地球当做球体或者椭球体模型来对待。对于地球模型的更详细的讨论可以参见条目地球形状。
地球半径有时候会当做一个距离单位来使用，特别是在天文学和地质学当中。它用符号{\displaystyle R_{\oplus }}表示。

## 测量
第一次科学地测量地球半径的人是公元前3世纪的埃拉托色尼（Eratosthenes）。
公元前1世纪，希腊哲学家波希多尼用天文方法进行测量，修正了埃拉托色尼的结果。

## 简介

### 地球的模型和半径
由于地球的自转、内部密度的不均匀以及外部的潮汐力使得地球的形状偏离完美的球形。同时局部的地势增大了这种不均匀性，使得地球的表面状况极度复杂。为了便于处理，对地球表面的描述必须比实际更加简单。因此我们建立一个能够满足需要的地球表面的最简模型。 
所有这些常用的模型都会涉及到“半径”的概念。严格地说，立体图形中只有球体才有半径的概念，但在很多领域，包括处理地球的模型，都会扩展“半径”的用法。以下是按照精确度降序的地球模型：
- 地球的真实表面；
- 按照真实表面每点的平均海平面定义的大地水准面；[3]

对于大地水准面和椭球体来说，模型上任何一点到指定中心的确定距离被称为“地球的一条半径”或“在某点地球的半径”。同时也常用球体模型的“平均半径”来作为“地球半径”。另一方面，对应地球真实表面的“半径”是没有实际用处的。相反，相对于海平面的海拔才是有实际用途的。
地球的任何一条半径长度都落在最小的约为6,357km的极半径以及最大的约为6,378km的赤道半径之间。因此地球形状与标准球体的偏差只有约三百分之一，这在大多数情况下可以充分地把地球看做球体并使用术语“地球半径”。这个概念也可以推广到其他主要的行星上去，只不过扁率有差异而已。

### 地球变形的物理学
行星的旋转使得其呈现“椭球形”：在赤道上凸起而在极点平坦。所以赤道半径 {\displaystyle a} 比极半径 {\displaystyle b}大约{\displaystyle aq}，其中扁率 {\displaystyle q} 等于
{\displaystyle q={\frac {a^{3}\omega ^{2}}{GM}}\,\!}

## 特殊地球半径

### 赤道半径(a)
或称半長軸，是從地球中心至赤道的距離，相當於6,378.1370公里 (≈3,963.191英里; ≈3,443.918海里)。地球的赤道半徑經常被拿來和其他的行星比較。

### 极半径(b)
或称半短軸，是從地球中心至南極或北極的距离， 相當於6,356.7523公里(≈3,949.903英里；≈3,432.372海里)。